# Gelvécourt-et-Adompt
Gelvécourt-et-Adompt è un comune francese di 107 abitanti situato nel dipartimento dei Vosgi nella regione del Grand Est.

## Società

### Evoluzione demografica
Abitanti censiti